# Ixobrychus sturmii
Ixobrychus sturmii là một loài chim trong họ Diệc.